# Komagataella pastoris

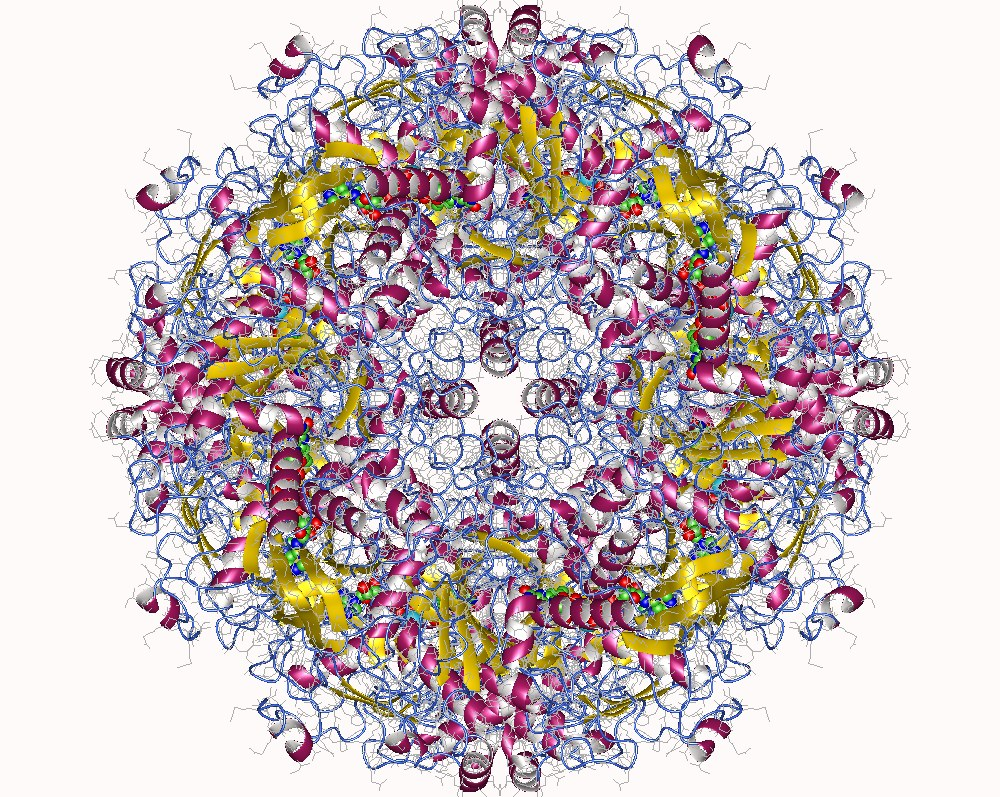
Struktura enzymu oksydazy alkoholowej warunkującego wykorzystanie metanolu w odżywianiu się K. pastoris

Komagataella pastoris (Guillierm.) Y. Yamada, M. Matsuda, K. Maeda & Mikata – gatunek grzybów zaliczany do drożdży.

## Systematyka i nazewnictwo
Pozycja w klasyfikacji według Index Fungorum: Komagatella, Saccharomycetaceae, Saccharomycetales, Saccharomycetidae, Saccharomycetes, Saccharomycotina, Ascomycota, Fungi.
Po raz pierwszy opisał go w 1919 r. Alexandre Guilliermond, nadając mu nazwę Zygosaccharomyces pastoris. Obecną nazwę nadali mu w 1995 r. Y. Yamada, M. Matsuda, K. Maeda i K. Mikata. Synonimy:
- Endomyces pastoris (Guillierm.) Zender 1926
- Petasospora pastoris (Guillierm.) Boidin & Abadie 1955
- Pichia pastoris (Guillierm.) Phaff 1956
- Saccharomyces pastoris (Guillierm.) Lodder & Kreger-van Rij 1952
- Zygosaccharomyces pastoris Guillierm. 1919
- Zygowillia pastoris (Guillierm.) Kudryavtsev 1954
- Zymopichia pastoris (Guillierm.) E.K. Novák & Zsolt 1961

## Morfologia i rozwój
Są to drożdże metylotroficzne, mogące się rozwijać się przy użyciu metanolu jako jedynego źródła węgla. Zwykle występują w stanie haploidalnym, wegetatywnie rozmnażają się poprzez wielostronne pączkowanie. Ograniczenie azotu stymuluje je do tworzenia komórek diploidalnych. Jest to gatunek homotaliczny, w którym komórki tego samego szczepu mogą się ze sobą krzyżować, ale w populacji może występować więcej niż jeden typ kojarzenia, który zmienia się z dużą częstotliwością, wskutek czego koniugacja zachodzi pomiędzy komórkami haploidalnymi o przeciwnym typie kojarzenia (heterotalizm). Komórki diploidalne utrzymywane w standardowej pożywce wegetatywnej pozostają diploidalne. Po przeniesieniu na pożywkę o ograniczonej zawartości azotu przechodzą mejozę i wytwarzają haploidalne zarodniki.
K. pastoris jest organizmem modelowym. Jej genom ma 4 chromosomy z 9,35 Mpz (miliony par zasad), 5000 genów, w tym 16,8% intronów, 124 geny kodujące tRNA. DNA mitochondrialne liczy 35700 par zasad.

## Zastosowanie
K. pastoris stały się głównym gatunkiem drożdży wykorzystywanych do produkcji białek rekombinowanych. Pierwszym takim białkiem była albumina surowicy ludzkiej produkowana pod handlową nazwą „Albrec”. Hodowle K. pastoris charakteryzują się wysokim bezpieczeństwem, ich kultury łatwo osiągają dużą gęstość i z tego powodu nadają się do zastosowań przemysłowych. Przy użyciu genetycznie modyfikowanych szczepów udało się wytworzyć ludzkie białka z grupy glikoprotein. Z genetycznie modyfikowanych szczepów. pastoris i Saccharomyces cerevisiae otrzymuje się handlowe preparaty enzymów trombolitycznych stosowane między innymi przy zawałach serca, zakrzepach żylnych i podczas dializy.
K. pastoris jest najbardziej efektywnym gospodarzem genów z innych organizmów, dzięki czemu gwarantuje ekonomicznie uzasadnioną produkcję heterologicznych białek, szczególnie biofarmaceutyków. Przy użyciu modyfikowanych szczepów tego gatunku produkuje się ponad 500 różnych lekarstw, m.in.:
- Kalbitor – w leczeniu dziedzicznego obrzęku naczynioruchowego;
- Medway – zwiększający objętość krwi;
- Ocriplasmin – w leczeniu VMA adhezji witreomakularnej;
- Shanferon – w leczeniu zapalenia wątroby i nowotworów;
- Nanobody ALX00171 – w leczeniu infekcji oddechowych spowodowanych wirusem RSV;
- HB-EGF – w leczeniu IC/BPS: śródmiąższowego zapalenia pęcherza i zespołu bólowego pęcherza;
- Trypsyna – do hydrolizy białek[4].

Przy użyciu K. pastoris wytwarza się również lekarstwa i szczepionki dla zwierząt, m.in. AQUAVAC IPN (szczepionka dla łososi) i fitazę – dodatek do pasz zwiększający przyswajalność fosforu.
Wyhodowano szczep K. pastoris z genem ludzkiego muskarynowego receptora acetylocholiny M2 zależnego od białka G. Używany jest do badań strukturalnych i regulacji poziomu ekspresji genu tego ważnego neuromediatora.